# Riksföreståndare
Riksföreståndare är en temporär eller ställföreträdande statschef i en stat med monarkiskt statsskick. Titeln infördes i de skandinaviska länderna på 1400-talet som en översättning av den tyska titeln Reichsverweser.
I en republik kan motsvarande roll gå under benämningen interimspresident.

## Riksföreståndare i Finland
När Finland 1917 förklarade sig självständigt från Ryssland hade landet varit ett storfurstendöme med den ryske kejsaren som storfurste sedan 1809. Finland var alltså formellt sett en monarki under Gustav III:s grundlag från 1772 även om landet nu saknade monark. Den tyske prinsen Fredrik Karl av Hessen valdes 1918 till kung av Finland. Innan sitt tänkta tillträde hade Tyskland hunnit förlora första världskriget, och han avsade sig posten. Året efter bestämde man sig för att landet skulle bli republik. Innan Finland blev republik fungerade först Pehr Evind Svinhufvud (1918) och sedan Gustaf Mannerheim (1918–1919) som riksföreståndare.

## Riksföreståndare på Island
1918 blev Island ett kungarike i personalunion med Danmark; den danske kungen var även kung av Island. 1940 ockuperades Danmark av Tyskland, varpå Island ockuperades av Storbritannien och de bägge länderna blev därmed effektivt avskurna från varandra. Eftersom kungen befann sig i Danmark, utsågs på Island Sveinn Björnsson till riksföreståndare för att utföra kungens uppgifter. När Island 1944 beslöt att förklara sig fullt självständigt och att bli republik, blev han landets förste president.

## Riksföreståndare i Ryssland
När den ryska kejsarfamiljen hade avrättats 1918, utnämndes Aleksandr Koltjak till riksföreståndare för den vita regimen under Ryska inbördeskriget. När sedan de röda vann inbördeskriget fanns det inte längre någon möjlighet att återinföra monarkin.

## Riksföreståndare i Sverige

### Historiska riksföreståndare
Sverige har haft riksföreståndare ett antal gånger under historiens lopp. Titeln togs först i bruk då Karl Knutsson (Bonde) utnämndes till det 1438. Han avgick från detta ämbete redan 1441, men det förekom sedan under många år under Kalmarunionens tid, då Bengt och Nils Jönsson (Oxenstierna) tillsammans innehade ämbetet (1448), 1457, då titeln delades av ärkebiskop  Jöns Bengtsson (Oxenstierna) och Erik Axelsson (Tott), 1464, då Kettil Karlsson (Vasa) var riksföreståndare, 1465–1467, då Kettil Karlsson, Jöns Bengtsson och Erik Axelsson innehade ämbetet efter varandra, samt åren 1470–1497 (Sten Sture den äldre), 1501–1520 (Sten Sture den äldre, Svante Nilsson (Sture), Erik Trolle och Sten Sture den yngre) och 1521–1523 (Gustav Vasa). Under Kalmarunionen hade Sverige riksföreståndare under så många år, på grund av att de danska kungarna under långa tider var avsatta och riksföreståndarna officiellt agerade som ställföreträdare för dem, men i praktiken själva agerade som kungar. Efter Gustav Vasas trontillträde och införandet av arvkungadöme i Sverige har titeln endast använts två gånger. Dels uppträdde Karl IX under denna titel 1599–1604, innan han erkändes som svensk kung, dels innehades den av hertig Karl, efter att Gustav IV Adolf hade blivit avsatt 1809, innan hertigen utropades till kung med namnet Karl XIII.
Begreppet saknades helt i 1809 års regeringsform. I 39 § från och med 1862 års lydelse fastställs det att den närmast efterföljande i enlighet med successionsordningen skulle agera som prinsregent i kungens frånvaro eller om han befann sig utomlands. En begränsning var dock att en prinsregent inte fick utdela adelskap.

### Riksföreståndare i den nuvarande regeringsformen
Enligt den nuvarande regeringsformen, som trädde i kraft 1975, tjänstgör en tillfällig riksföreståndare som statschef då kungen (eller regerande drottning) på grund av sjukdom, utrikes resa eller annan orsak är hindrad att fullgöra sina uppgifter. Som tillfällig riksföreståndare fungerar i första hand medlem av kungahuset enligt tronföljden. Om inte någon av kungahusets medlemmar kan fullgöra uppgiften, så kan riksdagen utse en person att, efter regeringens förordnande, tjänstgöra som tillfällig riksföreståndare. Om inte någon annan behörig kan tjänstgöra som riksföreståndare, fungerar riksdagens talman eller, vid förfall för denne, vice talman som tillfällig riksföreståndare efter förordnande av regeringen. Sedan den nuvarande regeringsformen trädde i kraft, har regeringen endast förordnat en tillfällig riksföreståndare vid ett tillfälle, 1988, den dåvarande talmannen Ingemund Bengtsson.
I det fall att kungaätten dör ut ska riksdagen utse en riksföreståndare som fullgör statschefens uppgifter tills vidare. En vice riksföreståndare ska samtidigt utses. Detsamma gäller om kungen dör eller avgår och tronföljaren är under arton år. Om riksföreståndaren eller vice riksföreståndaren inte kan tjänstgöra utses en tillfällig riksföreståndare på samma sätt som då inte någon av kungahusets medlemmar kan tjänstgöra.

### Lista
- Karl Knutsson (Bonde) (17 oktober 1438 – 13 september 1441), sedan krönt till kung (Karl VIII)
- Bengt Jönsson (Oxenstierna) (januari – 20 juni 1448), tillsammans med Nils Jönsson
- Nils Jönsson (Oxenstierna) (januari – 20 juni 1448), tillsammans med Bengt Jönsson
- Jöns Bengtsson (Oxenstierna) (mars – 23 juni 1457; första gången), tillsammans med Erik Axelsson
- Erik Axelsson (Tott) (mars – 23 juni 1457; första gången), tillsammans med Jöns Bengtsson
- Kettil Karlsson (Vasa) (26 december 1464 – 11 augusti 1465)
- Jöns Bengtsson (Oxenstierna) (11 augusti 1465 – 18 oktober 1466; andra gången)
- Erik Axelsson (Tott) (18 oktober 1466 – 12 november 1467; andra gången)
- Sten Sture den äldre (juni 1470 – 6 oktober 1497; första gången)
- Sten Sture den äldre (12 november 1501 – 14 december 1503; andra gången)
- Svante Nilsson (Sture) (21 januari 1504 – 31 december 1511)
- Erik Trolle (januari – 23 juli 1512)
- Sten Sture den yngre (23 juli 1512 – 3 februari 1520)
- Gustav Vasa (23 augusti 1521 – 6 juni 1523), sedan vald till kung (Gustav I)
- Hertig Karl (24 juli 1599 – 22 mars 1604), sedan krönt till kung (Karl IX)
- Hertig Karl (29 mars 1792 – 31 oktober 1796), sedan krönt till kung (Karl XIII)

#### Tillfälliga riksföreståndare sedan 1975
I regel är den tillförordnande tillfälliga riksföreståndaren under kungens statsbesök utomlands den nästa myndiga i successionsordningen. Listan nedan inkluderar även tillfälliga riksföreståndare som tillträtt när även den näste i successionsordningen varit frånvarande.
- Prins Bertil (periodvis när kungen varit frånvarande 1975–1995)[3]
  - Ingemund Bengtsson (2–3 juli 1988), riksdagens talman[2]
- Kronprinsessan Victoria (periodvis när kungen varit frånvarande 1995–nu)[3]
  - Prins Carl Philip (29 oktober – 7 november 2022)[4]
  - Prinsessan Madeleine (25 oktober - 1 november 2024)[5]

## Riksföreståndare i Tyskland
Om kungen/kejsaren av Tysk-romerska riket dog innan en ny kung hade blivit vald styrdes Tyskland av två furstar med titeln Reichsverweser, alternativt Reichsvikar (riksvikarie). Riksföreståndarna var alltid kurfurstarna av Pfalz och Sachsen.
När det såg ut som om Tyskland var på väg att enas 1848 utsåg nationalförsamlingen i Frankfurt den liberalt sinnade ärkehertig Johan av Österrike till riksföreståndare. Han nedlade dock sitt ämbete året efter då det stod klart att Tyskland inte skulle enas.
Sedan kejsar Vilhelm II 1918 hade gått i landsflykt och därmed i praktiken abdikerat, ville socialdemokraternas ledare Friedrich Ebert att Max av Baden skulle bli riksföreståndare i väntan på att frågan om statsskicket skulle avgöras. Prins Max avböjde dock och Tyskland var således utan statschef tills Ebert valdes till dess förste president året efter.
I olika kupplaner mot den nazistiska regimen under andra världskriget avsåg man att vid en lyckad kupp utnämna Ludwig Beck till Reichsverweser.

## Riksföreståndare i Ungern
Ungern var formellt en monarki 1919–1944 men hade en riksföreståndare under hela perioden, amiral Miklós Horthy. Horthy avsattes 1944 och efterträddes som Ungerns ledare av Ferenc Szálasi (som inte var riksföreståndare), ledare för den ungerska fascistorganisationen Pilkorsarna.